# Talbot Express
O Express foi um modelo utilitário da Talbot, o último da marca a ser produzido em série.